# Operapedia
Operapedia – skrypt UserJS, dzięki któremu przy wynikach wyszukiwania Google wyświetla się także strona Wikipedii.
Najnowsza wersja skryptu działa z przeglądarką Opera 9.25.